# Гуторовское сельское поселение
Гуторовское се́льское поселе́ние — муниципальное образование в Кромском районе Орловской области России. Административный центр — деревня Арбузово.
Создано в 2004 году в границах одноимённого сельсовета. Расположено на востоке района.

## Население
| 2010 | 2012 | 2013 | 2014 | 2015 | 2016 | 2017 |
| ---- | ---- | ---- | ---- | ---- | ---- | ---- |
| 550  | ↘539 | ↘525 | ↘515 | ↘487 | ↘470 | ↘461 |
| 2018 | 2019 | 2020 | 2021 | 2023 |      |      |
| ↘440 | ↘421 | ↗432 | ↗470 | ↗472 |      |      |

## Населённые пункты
В состав сельского поселения (сельсовета) входят 9 населённых пунктов:
| № | Населённый пункт | Тип     | Население (чел.) |
| - | ---------------- | ------- | ---------------- |
| 1 | Алексеевка       | деревня | ↘166             |
| 2 | Арбузово         | деревня | ↘142             |
| 3 | Букреево         | деревня | 64               |
| 4 | Гуторово         | село    | ↘101             |
| 5 | Зелёная Роща     | посёлок | 1                |
| 6 | Приволье         | посёлок | 0                |
| 7 | Родина           | деревня | ↘48              |
| 8 | Яковлево         | деревня | 26               |
| 9 | Ясная Поляна     | посёлок | 0                |